# Nino Cassanello
Nino Antonio Cassanello Layana (12 de enero de 1945 - 26 de marzo de 2020) fue un catedrático y médico guayaquileño.

## Biografía
Realizó sus estudios de secundaria en el colegio San José La Salle, en la universidad se graduó de Médico Internista, por aproximadamente 40 años trabajo en el hospital Luis Vernaza, fue catedrático de la Universidad de Guayaquil y de la Universidad Católica Santiago de Guayaquil. Fue autor de un libro de semiología médica y de varios artículos científicos en la Revista Médica de Nuestros Hospitales de la Junta de Beneficencia de Guayaquil.
Desde temprana edad fue aficionado a la hípica, afición heredada por su padre Don Nino Cassanello Zerega, fue propietario de varios caballos de carrera de las cuadras “Santa Mónica” y “Los Pelados”. El hipódromo Miguel Salem Dibo realizó varios Clásicos hípicos se realizaron en su nombre.

## Muerte
Falleció el 26 de marzo de 2020, a la edad de 75 años por dificultades con la enfermedad del COVID-19, causado por el virus del SARS-CoV-2, debido a la pandemia de coronavirus en Ecuador.